# Süssmuth-Kommission
Die Unabhängige Kommission Zuwanderung (kurz UKZu; meist nach der Vorsitzenden Süssmuth-Kommission) wurde am 12. September 2000 vom Bundesinnenminister Otto Schily (SPD) einberufen.

## Ziele und Folgen der Kommission
Erstmals befasste sich ein Experten-Gremium im Auftrag der Bundesregierung mit Einwanderung und Integration.
„Deutschland ist faktisch ein Einwanderungsland“, befand seinerzeit die Kommission und sprach sich zugleich dafür aus, dass Deutschland fast 30 Jahre nach dem Anwerbestopp eine dauerhafte und befristete Zuwanderung für den Arbeitsmarkt brauche.
Die Kommission stellte nach einjähriger Diskussion im Juli 2001 einen Bericht mit umfangreichen Vorschlägen für eine Zuwanderungsgesetzgebung vor. Bereits wenige Wochen später legte das Bundesinnenministerium den Referentenentwurf eines Zuwanderungsgesetzes vor, der einen Teil der Vorschläge der Süssmuth-Kommission aufgriff. Am 1. Januar 2005 trat schließlich das Zuwanderungsgesetz in Kraft.

## Mitglieder der Süssmuth-Kommission
Mitglieder der Süssmuth-Kommission waren:
1. Rita Süssmuth, MdB, Präsidentin des Deutschen Bundestages a. D., Vorsitzende
2. Hans-Jochen Vogel, Bundesminister der Justiz a. D., stellvertretender Vorsitzender
3. Cornelia Schmalz-Jacobsen, Beauftragte der Bundesregierung für Ausländerfragen a. D.
4. Jürgen Schmude, Rechtsanwalt, Präses der Synode der Evangelischen Kirche in Deutschland, Bundesminister der Justiz a. D.
5. Horst Eylmann, Rechtsanwalt, früherer Vorsitzender des Rechtsausschusses des Deutschen Bundestages
6. Kay Hailbronner, Lehrstuhl für öffentliches Recht, Völker und Europarecht, Universität Konstanz
7. Hans-Joachim Hoffmann, Oberbürgermeister der Stadt Saarbrücken, Präsident des Deutschen Städtetages
8. Gerd Landsberg, Geschäftsführendes Präsidialmitglied des Deutschen Städte- und Gemeindebundes
9. Hans-Olaf Henkel, früherer Präsident des Bundesverbandes der Deutschen Industrie e.V.
10. Frank Niethammer, Vizepräsident des Deutschen Industrie- und Handelstages
11. Christoph Kannengießer, Rechtsanwalt, Leiter der Abteilung Arbeitsmarkt bei der Bundesvereinigung der Deutschen Arbeitgeberverbände
12. Roland Issen, Vorsitzender des Bundesvorstandes der Deutschen Angestellten Gewerkschaft
13. Heinz Putzhammer, Mitglied des Geschäftsführenden Bundesvorstandes des Deutschen Gewerkschaftsbundes
14. Josef Voß, Weihbischof, Vorsitzender der Kommission für Migrationsfragen der Deutschen Bischofskonferenz
15. Karl Ludwig Kohlwage, Bischof, Vorsitzender der Kirchenleitung der Nordelbischen Evangelisch-Lutherischen Kirche
16. Paul Spiegel, Präsident des Zentralrates der Juden in Deutschland
17. Herbert Schnoor, Innenminister des Landes Nordrhein-Westfalen a. D.
18. Roland Schilling, Stellvertretender Leiter des UNHCR Deutschland
19. Rainer Münz, Lehrstuhl für Bevölkerungswissenschaft an der Humboldt-Universität zu Berlin
20. Ralf Fücks, Vorstandsmitglied der Heinrich-Böll-Stiftung
21. Vural Öger, Mehrheitsgesellschafter von Öger-Tours und Vorsitzender der „Deutsch-Türkischen Stiftung“